# Svět (časopis)
Časopis Svět byl český čtrnáctideník, který vycházel pravidelně od ledna roku 2007 do října roku 2011 (původně měsíčník). Řadil se mezi populárně naučné časopisy a na svých sto stranách přinášel jak dlouhé články, které jdou do hloubky, tak kratší novinky a zajímavosti. Jak název napovídá, časopis se zaměřoval na široké spektrum oborů a témat, včetně nových technologií, zdraví, člověka, historie i vědy. Šéfredaktorem časopisu byl v poslední době David Bimka. Podle výsledků MediaProjektu byla čtenost přes 60 000 lidí na jedno číslo a abonentů bylo přes 6 000.

Hlavní rubriky časopisu byly:
- Věda
- Příroda
- Historie a záhady
- Společnost
- Technika
- Svět kolem nás

Pravidelně vycházely také speciály Světa, které se věnovaly vždy jednomu tématu (např. vesmír, světoví diktátoři, planeta Země). Převážně na základě článků ze Světa vznikl internetový projekt Svět poznání. Od listopadu roku 2011 nahradil tento časopis titul 100+1.
Poslední číslo časopisu Svět vyšlo 19.10.2011.
Příbuznými periodiky od stejného vydavatele Extra Publishing. s. r. o. jsou také Živá historie (zaměřená na dějiny) a Příroda (zaměřená na fotografie divoké přírody), které vycházejí od června roku 2008.